# Робијано (Милано)
Робијано је насеље у Италији у округу Милано, региону Ломбардија.
Према процени из 2011. у насељу је живело 976 становника. Насеље се налази на надморској висини од 98 м.